# Arthur Henry Adams

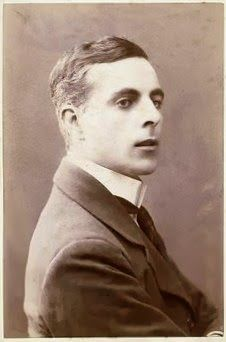
Arthur Henry Adams (1872-1936)

Arthur Henry Adams (6 de diciembre de 1872-4 de marzo de 1936) fue un periodista, poeta y escritor. Adams nació en Lawrence, Nueva Zelanda, y estudió en la Universidad de Otago, donde se obtuvo el grado de bachicher en artes y comenzó a estudiar derecho, abandonando las leyes decidió trabajar como periodista en Wellington, donde empezó a contribuir con la poesía en una publicación llamada The Bulletin El Boletín . Se trasladó a Sídney en 1898, y ocupó una posición como secretario de obras literarias de James Williamson Cassius.
En 1900 viajó a Adams China a cubrir como periodista la Rebelión de los Bóxers para el Sídney Morning Herald de Nueva Zelandia además de realizar varios documentos. En 1902 regresa a Londres donde publicó varias obras entre ellas London Streets (Las Calles de Londres). Adams regresó a Australia en 1906, se hizo cargo de Alfred Stephens como editor del Bulletin's Red Page hasta 1909. Además de su poesía, Adams escribió canciones para el teatro como novelas. Su mayor éxito fue Mrs. Pretty and the Premier (Sra. Hermosa y Premier), que fue producido en 1914 por el repertorio del teatro de Melbourne.